# Basilosaurinae
Basilosaurinae es una subfamilia de cetáceos arqueocetos integrada por dos géneros: Basilosaurus y Basiloterus. Se caracterizan por tener alargadas las vértebras torácicas posteriores, lumbares y caudales anteriores. Todos los integrantes de la subfamilia conocidos son más grandes que sus parientes de la subfamilia Dorudontinae a excepción de Cynthiacetus.

## Clasificación
- Subamilia Basilosaurinae
  - Género Basilosaurus
    - Basilosaurus cetoides
    - Basilosaurus drazindai
    - Basilosaurus isis

  - Género Basiloterus
    - Basiloterus hussaini